# فرودگاه جان ای. آزبرن
فرودگاه جان ای. آزبرن (به انگلیسی: John A. Osborne Airport) یک فرودگاه همگانی با کد یاتا MNI است که یک باند فرود آسفالت دارد و طول باند آن ۵۵۳ متر است. این فرودگاه در کشور مونتسرات قرار دارد.